# 杜鵬翔
杜鵬翔（？—？），字雲翀，號南谷，山西隰州人，順天府霸州民籍，明朝政治人物。

## 生平
嘉靖十三年（1534年）甲午科順天府鄉試第六十九名舉人。嘉靖三十二年（1553年）中式癸丑科三甲第二百四十五名進士。都察院观政，起复授户部主事，升郎中、山东佥事。

## 家族
曾祖杜敏，知縣；祖父杜清，歲貢生；父杜銘，母劉氏。兄延齡、鹏举（县丞）、鹏远。